# Middenlamel

Schematische voorstelling van de celwand met middenlamel (bovenste laag in het schema)

De middenlamel is de wand tussen twee cellen, die bij de cytokinese gevormd wordt en zich daarna verdikt. De cellen zijn aan elkaar geplakt met een laagje pectine, waaraan gerefereerd wordt als de middenlamel. Middenlamellen komen voor tussen de cellen in het levende weefsel van planten.

## Bouw
De celwand bestaat van buiten naar binnen uit verschillende lagen: de middenlamel, de primaire en de secundaire celwand. Binnen de celwand, om de protoplast, ligt de celmembraan.
Tussen de cellen bevinden zich de intercellulaire ruimten, die zijn ontstaan doordat de wanden van drie of meer aan elkaar liggende plantencellen meestal ongeveer langs de middenlamel vaneen zijn gespleten. Pectinase breekt de middenlamel tussen plantencellen, die bestaat uit pectine, af door hydrolyse van de 1,4-α-D-galactosiduron bindingen. Intercellulaire ruimten hebben een functie kunnen bij het transport van gassen (zoals lucht, koolstofdioxide en waterdamp) of van water. 

## Schede van Caspary
De schede van Caspary of bandjes van Caspary komt voornamelijk voor in de endodermis en hypodermis van de primaire plantenwortel. De radiale en dwarse wanden van de cellen van de endodermis, die één cellaag dik is, bevatten een bandje van een kurkachtige stof (suberine), waardoor deze celwanden voor water en gas ondoordringbaar zijn. Niet alleen suberine maar ook lignine wordt afgezet tegen de primaire celwand en middenlamel. 